# 조지프 데피에트로
조지프 니콜라스 데피에트로(Joseph Nicholas DePietro, 1914년 6월 10일 ~ 1999년 3월 19일)는 미국의 역도 선수였다. 그는 1947년 세계 선수권 대회에서 금메달을 획득했고, 1948년 하계 올림픽과 1951년 팬아메리칸 게임에서 금메달을 획득하였다. 자신의 선수 경력 동안 데피에트로는 1947년과 1948년에 2차례의 세계 기록을 세웠다.

## 참조
1. ↑  1948년 런던 하계 올림픽 역도:남자 밴텀급 보관됨 2012-01-13 - 웨이백 머신. sports-reference.com